# Antimicrobien
Un antimicrobien est une substance qui tue (microbicide) ou ralentit (microbiostatique) la croissance des microbes : bactéries (activité antibactérienne), mycètes (activité antimycosique), virus (activité antivirale), parasites (activité antiparasitaire).
Les antibiotiques sont des antimicrobiens antibactériens et antimycotiques qui sont notamment utilisés comme médicaments pour traiter les infections, en raison de leur faible toxicité pour l'être humain et pour l'animal.
Les premiers antimicrobiens étaient produits par des organismes vivants. Il existe maintenant également des antimicrobiens synthétiques, tels que les sulfamides.
Nigella sativa a un effet antibactérien.[réf. nécessaire]